# Meaghan Benfeito
Meaghan Benfeito (Montreal, 2 de marzo de 1989) es una deportista canadiense que compitió en saltos de trampolín y plataforma.
Participó en cuatro Juegos Olímpicos de Verano, entre los años 2008 y 2020, obteniendo tres medallas de bronce, una en Londres 2012, en sincronizado (junto con Roseline Filion), y dos en Río de Janeiro 2016, individual y sincronizado (con Roseline Filion).
Ganó cuatro medallas en el Campeonato Mundial de Natación entre los años 2005 y 2015, y siete medallas en los Juegos Panamericanos entre los años 2007 y 2019.

## Palmarés internacional
| Juegos Olímpicos     | Juegos Olímpicos        | Juegos Olímpicos  | Juegos Olímpicos             |
| Año                  | Lugar                   | Medalla           | Prueba                       |
| -------------------- | ----------------------- | ----------------- | ---------------------------- |
| 2012                 | Londres (Reino Unido)   | Medalla de bronce | Plataforma 10 m sincro       |
| 2016                 | Río de Janeiro (Brasil) | Medalla de bronce | Plataforma 10 m              |
| 2016                 | Río de Janeiro (Brasil) | Medalla de bronce | Plataforma 10 m sincro       |
| Campeonato Mundial   |                         |                   |                              |
| Año                  | Lugar                   | Medalla           | Prueba                       |
| 2005                 | Montreal (Canadá)       | Medalla de bronce | Plataforma 10 m sincro       |
| 2013                 | Barcelona (España)      | Medalla de plata  | Plataforma 10 m sincro       |
| 2015                 | Kazán (Rusia)           | Medalla de plata  | Plataforma 10 m sincro       |
| 2015                 | Kazán (Rusia)           | Medalla de plata  | Plataforma 10 m sincro mixto |
| Juegos Panamericanos |                         |                   |                              |
| Año                  | Lugar                   | Medalla           | Prueba                       |
| 2007                 | Río de Janeiro (Brasil) | Medalla de bronce | Tarmpolín 3 m sincro         |
| 2011                 | Guadalajara (México)    | Medalla de plata  | Plataforma 10 m sincro       |
| 2011                 | Guadalajara (México)    | Medalla de bronce | Plataforma 10 m              |
| 2015                 | Toronto (Canadá)        | Medalla de oro    | Plataforma 10 m sincro       |
| 2015                 | Toronto (Canadá)        | Medalla de bronce | Plataforma 10 m              |
| 2019                 | Lima (Perú)             | Medalla de oro    | Plataforma 10 m              |
| 2019                 | Lima (Perú)             | Medalla de oro    | Plataforma 10 m sincro       |